# 湘南鎌倉医療大学
湘南鎌倉医療大学（しょうなんかまくらいりょうだいがく、英語: Shonan Kamakura University of Medical Sciences）は、神奈川県鎌倉市山崎1195-3に本部を置く日本の私立大学。2020年創立、2020年大学設置。

## 概観
医療法人沖縄徳洲会が土地保有し、2010年9月まで湘南鎌倉総合病院が立地していた跡地を再整備し、2020年4月に開学した看護師養成を目的とする私立大学である。

## 沿革
- 2018年10月 - 学校法人徳洲会の設立と大学設置認可を文部科学省に申請。
- 2020年4月 - 開学。看護学部看護学科（定員100名）開設
- 2022年4月 - 大学院看護学研究科（博士前期・後期）を新設[2]

## 教育および研究

### 学部
- 看護学部（4年制）
  - 看護学科

### 大学院
- 看護学研究科（博士課程 前期・後期）

## キャンパス
- 〒247-0066 神奈川県鎌倉市山崎1195-3
  - 移転した、旧湘南鎌倉総合病院跡地に2020年4月に開校した

## 学生生活

### 奨学金
給付型
- 特待生制度
  - 特待A
  - 特待B
- 奨学生制度
- 離島・沖縄出身奨学生制度
- 特別奨学生制度
- 徳洲会グループ看護部奨学金制度

## 大学関係者
- 荒賀直子（初代学長）

## 公式サイト
- 公式ウェブサイト
- 湘南鎌倉医療大学 (@SK_univ_MedSci) - X（旧Twitter）